# Südbrookmerland
Südbrookmerland egy község Németországban, az Aurichi járásban. Lakosainak száma 18 541 fő (2023. december 31.).

## Népessége
| Lakosok száma | 18 605 | 18 513 | 18 435 | 18 264 | 18 523 | 18 541 |
|               | 2016   | 2017   | 2019   | 2021   | 2022   | 2023   |